# 2008年夏季奥林匹克运动会中国赛艇队
参加2008年北京夏季奥林匹克运动会的中国赛艇队共计53人，其中运动员38人，官员与工作人员15人，领队韦迪。东道主中国共获得了男子项目6个参赛席位和女子项目5个参赛席位。

## 人员构成
- 运动员（38人）：
  - 男子组（25人）：苏辉、陈征、张亮、孙杰、张国林、田军、张林、吴崇魁、黄钟鸣、张徳常、王向党、张永强、郑传奇、周意男、张顺银、何翌、曲晓明、刘振、董天峰、王景峰、宋凯、张兴波、赵林泉、郭康、吴林
  - 女子组（13人）：徐东香、陈海霞、余华、李勤、田靓、金紫薇、奚爱华、唐宾、冯桂鑫、张杨杨、高玉兰、吴优、张秀云
- 官员（15人）：
  - 领队：韦迪，副领队：曹景伟
  - 教练员（11人）：周琦年、伊格尔·格林科（立陶宛）、曹棉英、黄小平、吴纪宁、姜海洋、王越、张蓓、罗格·弗兰克、高炳荣、布什巴赫·哈特穆特（美国）
  - 医生：李强，管理：齐曙光

## 奖牌
| 中国代表团赛艇所获奖牌       |              |         |      |
| 唐宾、金紫薇、奚爱华、张杨杨 | 女子四人双桨 | 8月17日 | 金牌 |
| 吴优、高玉兰                 | 女子双人单桨 | 8月16日 | 银牌 |

## 参赛项目与最终成绩
| （比赛场馆：北京顺义奥林匹克水上公园） |                    |                                                                  |            |         |                       |
| 男选手                                 | 项目               | 参赛选手                                                         | 比赛场次   | 时间    | 成绩                  |
| 男选手                                 | 男子单人双桨       | 张亮                                                             | 预赛       | 8月9日  | 缺席                  |
| 男选手                                 | 男子双人双桨       | 苏辉、张亮                                                       | 预赛第3组  | 8月9日  | 驱逐出场              |
| 男选手                                 | 男子四人单桨       | 张兴波、赵林泉 郭康、宋凯                                        | 预赛       | 8月9日  | 6:09.64               |
| 男选手                                 | 男子四人单桨       | 张兴波、赵林泉 郭康、宋凯                                        | 复赛       | 8月11日 | 6:02.37               |
| 男选手                                 | 男子八人单桨       | 曲晓明、王景峰、刘振 何翌、郑传奇、周意男 张永强、王向党、张德常 | 预赛       | 8月11日 | 成绩5:35.09 小组第3位 |
| 男选手                                 | 男子八人单桨       | 曲晓明、王景峰、刘振 何翌、郑传奇、周意男 张永强、王向党、张德常 | 复赛       | 8月12日 | 成绩5:42.97 小组第5位 |
| 男选手                                 | 男子八人单桨       | 曲晓明、王景峰、刘振 何翌、郑传奇、周意男 张永强、王向党、张德常 | 7-12名决赛 | 8月16日 | 成绩5:42.97 第7名     |
| 男选手                                 | 男子轻量级双人双桨 | 张国林、孙杰                                                     | 预赛       | 8月10日 | 成绩6:17.62 小组第2位 |
| 男选手                                 | 男子轻量级双人双桨 | 张国林、孙杰                                                     | 半决赛     | 8月15日 | 成绩6:29.29 小组第3位 |
| 男选手                                 | 男子轻量级双人双桨 | 张国林、孙杰                                                     | 前6名决赛  | 8月17日 | 成绩6:16.69 第5名     |
| 男选手                                 | 男子轻量级四人单桨 | 黄钟鸣、吴崇魁 张林、田军                                        | 预赛       | 8月10日 | 成绩5:51.30 小组第1位 |
| 男选手                                 | 男子轻量级四人单桨 | 黄钟鸣、吴崇魁 张林、田军                                        | 半决赛     | 8月15日 | 成绩6:12.55 小组第5位 |
| 男选手                                 | 男子轻量级四人单桨 | 黄钟鸣、吴崇魁 张林、田军                                        | 7-12名决赛 | 8月16日 | 成绩6:04.48 第8名     |
| 女选手                                 | 女子单人双桨       | 张秀云                                                           | 预赛       | 8月9日  | 成绩7:38.16 小组第1位 |
| 女选手                                 | 女子单人双桨       | 张秀云                                                           | 1/4决赛    | 8月11日 | 成绩7:23.30 小组第1位 |
| 女选手                                 | 女子单人双桨       | 张秀云                                                           | 半决赛     | 8月13日 | 成绩7:31.33 小组第1位 |
| 女选手                                 | 女子单人双桨       | 张秀云                                                           | 前6名决赛  | 8月16日 | 成绩7:25.48 第4名     |
| 女选手                                 | 女子双人双桨       | 李勤 、田靓                                                      | 预赛       | 8月9日  | 成绩7:03.13 小组第1位 |
| 女选手                                 | 女子双人双桨       | 李勤 、田靓                                                      | 前6名决赛  | 8月16日 | 成绩7:15.85 第4名     |
| 女选手                                 | 女子四人双桨       | 唐宾、金紫薇 奚爱华、张杨杨                                      | 预赛       | 8月10日 | 成绩6:11.83 小组第1位 |
| 女选手                                 | 女子四人双桨       | 唐宾、金紫薇 奚爱华、张杨杨                                      | 前6名决赛  | 8月17日 | 金牌 成绩6:16.06      |
| 女选手                                 | 女子双人单桨       | 吴优、高玉兰                                                     | 预赛       | 8月9日  | 成绩7:32.50 小组第3位 |
| 女选手                                 | 女子双人单桨       | 吴优、高玉兰                                                     | 复赛       | 8月12日 | 成绩7:23.71 小组第1位 |
| 女选手                                 | 女子双人单桨       | 吴优、高玉兰                                                     | 前6名决赛  | 8月16日 | 银牌 成绩7:22.28      |
| 女选手                                 | 女子轻量级双人双桨 | 徐东香、余华                                                     | 预赛       | 8月10日 | 成绩6:57.58 小组第1位 |
| 女选手                                 | 女子轻量级双人双桨 | 徐东香、余华                                                     | 半决赛     | 8月15日 | 成绩7:11.59 小组第2位 |
| 女选手                                 | 女子轻量级双人双桨 | 徐东香、余华                                                     | 前6名决赛  | 8月17日 | 成绩7:01.90 第5名     |